# Санає
«Санає» (Sanae, яп. 早苗) — ескадрений міноносець Імперського флоту Японії, який взяв участь у Другій світовій війні.
Корабель, який став третім серед есмінців типу «Вакатаке», спорудили у 1923 році на верфі Uraga Dock.
У серпні 1937 року на тлі початку Другої японо-китайської війни «Санає» залучили до операції з вивезення японських громадян із кількох міст Південного Китаю (Фучжоу, Амой, Шаньтоу, Гуанчжоу).
На момент вступу Японії у Другу світову війну «Санає» належав до 13-ї дивізії ескадрених міноносців, яка підпорядковувалась 2-му військово-морському округу (2nd Naval District), він же військово-морський округ Куре (Kure Naval District). Перші кілька місяців війни есмінець займався патрульно-ескортною службою у водах Японського архіпелагу, зокрема, в районі протоки Бунго (веде зі Внутрішнього Японського моря в океан між островами Сікоку та Кюсю) та біля західного узбережжя Кюсю.
З кінця квітня та до початку жовтня 1942-го есмінець водив конвої між Муцуре та Мако (база на Пескадорських островах у південній частині Тайванської протоки). Також одного разу він провів конвой з Мако до Уджини (порт на північно-східному завершенні Кюсю), а іншого супроводжував транспорти з Японії до Такао (наразі Гаосюн на Тайвані).
Далі «Санає» здійснив два рейси з конвоями з Мако через Кап-Сен-Жак (наразі Вунгтау на півдні В'єтнаму) до Сінгапуру та назад до Формози — з 17 жовтня по 21 листопада та з 26 листопада по 23 грудня 1942-го (в останньому випадку пунктом повернення був не Мако, а Такао). 1—6 січня 1943-го «Санає» утретє супроводив конвой з Мако до Кап-Сен-Жак, проте цього разу не рушив далі на південь, а 10—17 січня пройшов назад на Формозу до Такао.
З другої половини січня 1943-го «Санає» три місяці працював на комунікації між районом Формози (Мако, Такао) та японським портом Моджі. Після цього з 1 травня по 26 червня есмінець супроводив конвої по маршруту Такао — Маніла — Балікпапан (центр нафтовидобутку на сході Борнео) — Палау (важливий транспортний хаб на заході Каролінських островів) — удруге Маніла — знову Палау — утретє Маніла — Такао. З 1 липня «Санає» 1,5 місяця здійснював рейси між Такао та Моджі, потім  пройшов доковий ремонт у Куре, а 5—11 вересня охороняв конвой на переході з Моджі до Мако.
13—16 вересня 1943-го «Санає» ескортував з Мако до Маніли судно-носій десантних засобів «Акіцу-Мару», 17—19 вересня пройшов до Такао, після чого знову вирушив у похід до Нідерландської Ост-Індії та Мікронезії і з 21 вересня по 10 листопада супроводжував конвої за маршрутом Такао — Маніла — Балікпапан — Палау — удруге Балікпапан — знову Палау (зокрема, 24—26 жовтня він ескортував на початковій ділянці маршруту танкери, що вийшли з Балікпапану та прямували до Рабаула і Труку).
15 листопада 1943-го «Санає» повів з Палау до Балікпапану конвой №2513. Незадовго до завершення 18 листопада у північній частині моря Сулавесі американський підводний човен «Блюфіш» випустив по «Санає» три торпеди, одна з яких поцілила та потопила есмінець.